# 938.
◄ | 9. stoljeće | 10. stoljeće | 11. stoljeće | ►
◄ | 900-ih | 910-ih | 920-ih | 930-ih | 940-ih | 950-ih | 960-ih | ►
◄◄ | ◄ | 935. | 936. | 937. | 938. | 939. | 940. | 941. | ► | ►►
Astronomija • Književnost • Kršćanstvo • Pravo • Promet

## Rođenja
- (oko 938.) – Hugo Capet, francuski kralj († 996.)

## Vanjske poveznice
|  | Zajednički poslužitelj ima još gradiva o temi 938. |